# Seudohermafroditismo femenino masculinizante
La intersexualidad 46 XX  es un tipo de intersexualidad muy poco común, que antiguamente se denominaba pseudohermafroditismo femenino, pero que actualmente se ha abandonado dicha denominación debido a su connotación peyorativa hacia las personas intersexuales.
Son pacientes con cariotipo 46XX, generalmente con genitales externos masculinizados (parcial o de forma completa en la mayoría de los casos) presente en hembras cromosómicas, de apariencia física masculina (casi imposible de diferenciar físicamente de un hombre XY). El diagnóstico es muy escaso al igual que los casos documentados, probablemente por la baja incidencia,  la maduración plena de los órganos sexuales masculinos externos y su consecuente normal apariencia varonil, lo que facilita su camuflaje y confusión con otro tipo de condiciones clínicas. Generalmente se diagnostica en la edad adulta.

## Características

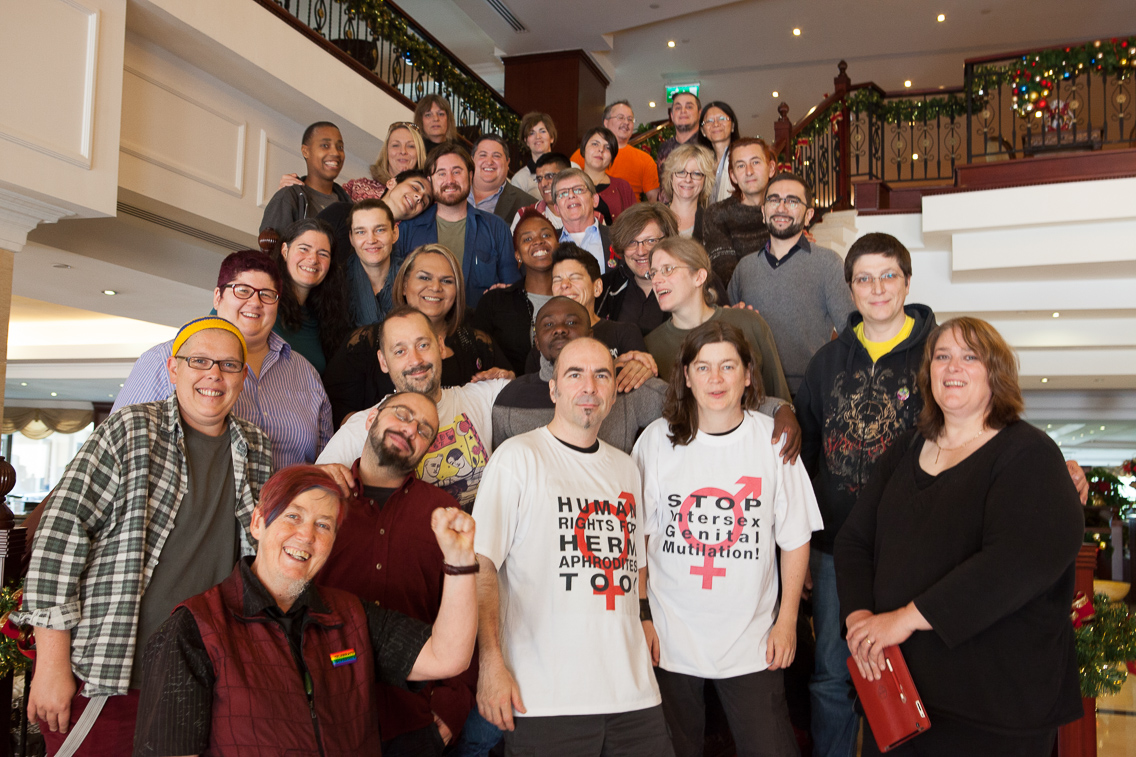
Participantes en el Tercer Foro Intersexual Internacional en Malta, incluyendo algunas personas con la condición de Seudohermafroditismo femenino masculinizante - diciembre de 2013

Las personas que viven esta condición físicamente tienen la apariencia de un hombre promedio y el desarrollo pleno de sus órganos sexuales externos (testículos y pene), los cuales son generalmente funcionales, sin que se denote anormalidad visible; Los niveles de testosterona son inferiores y de estrógeno más elevados que los de un hombre XY promedio, lo cual permite que alcancen un desarrollo normal físico y sexual en la pubertad, incluso pudiendo eyacular espontáneamente, no obstante existen afectaciones irremediables en la producción espermática, es decir, que son estériles. Las personas con este síndrome no pueden concebir hijos de forma natural. 
Son pocos casos documentados en la literatura clínica.
Algunos estudios han identificado que el paciente con esta condición, durante la etapa embrionaria, no desarrolla órganos reproductivos femeninos y si lo logra, son siempre internos, parciales, incompletos y disfuncionales. El desarrollo mamario en la pubertad es un poco mayor que el de un hombre promedio, pero muy inferior al de una mujer. Esta ginecomastia pasa generalmente desapercibida pues se confunde con un tipo de obesidad, toda vez que acumulan más grasa en el tejido adiposo que un hombre XY promedio. 
Por el contrario, las personas con esta condición desarrollan órganos sexuales masculinos externos de apariencia normal.
La principal hipótesis clínica adoptada hasta ahora, es que ocurre por una insensibilidad al estrógeno, que impide el normal desarrollo sexual del feto femenino en la etapa embrionaria y con la disponibilidad de testosterona en placenta, desarrolla una apariencia masculina con los respectivos órganos sexuales primarios.
Otra hipótesis, sugiere que se debe a una Hipersensibilidad a la Testosterona, que produce el desarrollo de los órganos sexuales masculinos con la escasa presencia de esta hormona disponible en placenta, teniendo en cuenta que todo feto es morfológicamente femenino y por efecto de la testosterona se masculiniza, algo que solo debería ocurrir si existe un marcador genético XY y una elevada disponibilidad de testosterona, pero en este caso ocurriría como consecuencia de la Hipersensibilidad a la poca Testosterona disponible, que en un contexto normal no debería afectar la formación del feto femenino.
Por razones desconocidas (faltan estudios al respecto), los pacientes comienzan a experimentar en la edad adulta, después de los 40 años en promedio, una leve feminización externa (una andropausia prematura), incluyendo un mayor desarrollo mamario, algunas veces cambio en el fenotipo del rostro, cabello más grueso, disminución en la masa muscular, reducción en el vello corporal y en la masa ósea, sin llegar a presentar una feminización completa y en algunos casos comienza una menstruación parcial tardía, la cual en la mayoría de los casos permite identificar la condición, pues muchos hombres consultan por sangrado en la orina.
Ante la ausencia de ovarios maduros, no existe una producción suficiente de estrógenos y progesterona, lo que le impide alcanzar los niveles de una mujer, aunque si existe una producción superior a la de un hombre, cuyo origen ocurre en glándula adrenal.
La razón por la cual se da este fenómeno de feminización tardía, podría ser consecuencia de una recesión de la insensibilidad a los estrógenos o en el otro escenario, una disminución de  la hipersensibilidad a la testosterona, o un tipo de Andropausia, sin que exista evidencia o estudios concluyentes que permitan establecer con certeza la causa exacta, tanto del origen como del fenómeno de recesión tardía del mismo.

## Descripción

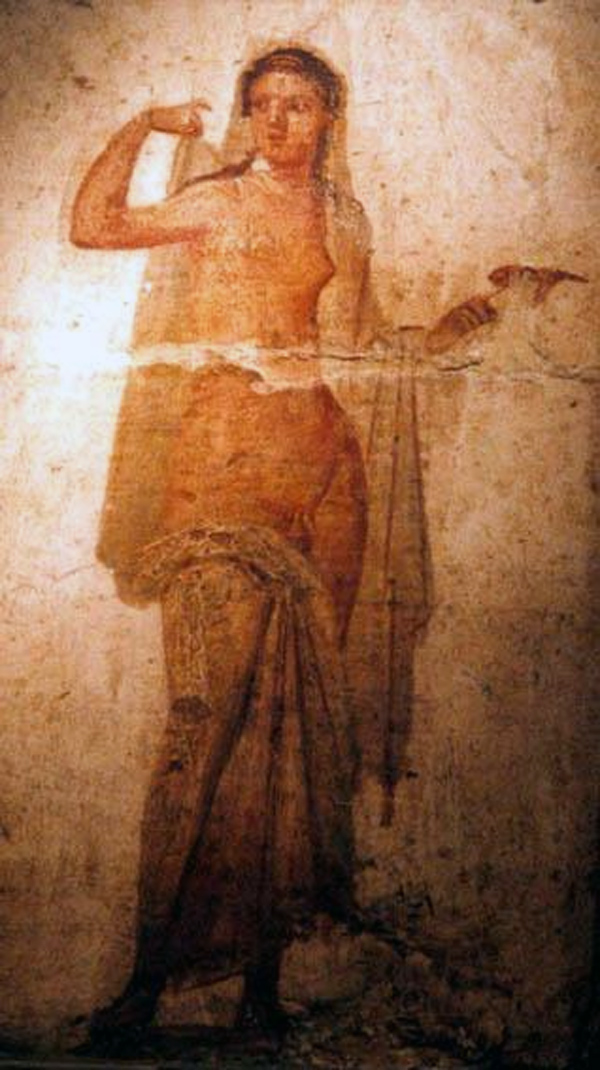
Hermafrodito en un mural de Herculano (primera mitad del)

Análisis y escaneos cerebrales realizados mediante resonancia magnética en un estudio realizado en Polonia a principios del siglo XXI, evidenciaron que el cerebro de estas personas poseen las características típicas de las mujeres, con un Hipocampo mucho más grande que el de los hombres, lo que les permite una mejor ubicación espacial, el lóbulo frontal es mucho más desarrollado, similar al de una mujer promedio. Otras características típicas del cerebro femenino está presente en estos pacientes, tales como superiores habilidades del lenguaje, con una fluida capacidad para expresarse en público, notable sensibilidad y capacidad compasiva.
Los realizados han permitido concluir que estos pacientes desarrollaron un cerebro femenino durante la etapa embrionaria.
Un ensayo publicado por el Dr. Steve Tr. Johnson, definió a las personas con esta condición como "protectoras por naturaleza", afirmando que se comportan como "Madres" con las personas que tienen a cargo, ya sean sus padres, parejas, sobrinos, empleados, etc, identificándose en su comportamiento una alta sensibilidad, compasión y empatía.

## Diagnóstico
La mayor parte de los casos diagnosticados sobre los que se tiene registro, se originaron en pacientes cuya edad promedio ronda los 40 años y presentan algún tipo de feminización inexplicable. En algunos casos un leve crecimiento mamario, en otros, engrosamiento de las caderas y en otros por sangrado en la orina evidencia de una posible menstruación tardía, originada por la activación de tejido parcial celular ovárico. (Stuart-2002)
Se calcula que en menos del 10% de los casos, esta condición es diagnosticada durante la infancia y pubertad, ya sea por la formación incompleta de los órganos sexuales externos masculinos o su falta de funcionalidad. Un simple estudio del cariotipo genético en cualquier etapa de la vida o de los niveles de hormonas presentes desde la pubertad en adelante, permitirían diagnosticar la condición de forma temprana.
Los pacientes diagnosticados con esta condición y que están documentados, han manifestado sentir desde temprana edad incongruencia con su género y/o sexo, sintiendo inexplicablemente que pertenecen al sexo femenino. En algunos casos cuando recurren a los servicios sanitarios por esta autopercepción femenina son erróneamente diagnosticados como transgéneros o incluso con un tipo de travestismo fetichista.
En los registros de casos documentados, se ha identificado que los pacientes durante las primeras tres décadas de su vida presentan una vida sexual aparentemente normal, en la mayoría de los casos sosteniendo frecuentes relaciones sexuales, en casi todos los casos exclusivamente con mujeres, (en muy pocos casos con hombres). Incluso la mayoría de ellos contraen nupcias y desarrollan el rol masculino en la relación de forma completamente funcional, sin embargo, al entrar en la cuarta década de vida, es evidente que el deseo sexual disminuye y la libido está vinculada a la autopercepción en el rol femenino, es decir, que el imaginarse a sí mismo como mujer (la simple suposición de apariencia física femenina) puede desencadenar su deseo sexual.

## Incidencia
Se calcula que aproximadamente 1 de cada 50.000 personas sufren esta condición.
Un artículo publicado por el departamento de endocrinología del hospital pediátrico de Atenas, en Grecia, sugiere que la incidencia en estos casos, es mucho más frecuente de lo que se ha documentado, ya que los genitales en apariencia externa son normales, por lo que, la mayor parte de los pacientes diagnosticados, son aquellos con tejido ovárico, que al recuperar sensibilidad estrogénica, eliminan sangre por la orina, producida por un seudo tipo de menstruación, después de la tercera o cuarta década de vida.
Tal vez el caso más famoso sea el de Steve Crecelius, un fotógrafo, que durante su juventud tuvo que recurrir a tratamientos de fertilidad asistida para que su esposa pudiera quedar embarazada y que algunas décadas después, al acudir a la clínica por dolores producidos por cálculos renales, fue diagnosticado con este tipo de intersexualidad.  Otro caso famoso, es el de un hombre en China de 44 años que ante la insensibilidad a la testosterona comenzó a menstruar y al visitar el médico, por tener sangre en la orina, descubrieron que en realidad era una mujer con esta condición.

## Tratamiento
Al igual que en las demás formas de intersexualidad, no existe una cura conocida. 
Generalmente el paciente logra vivir las primeras décadas de su existencia como un hombre ausente de sintomatología, incluso teorías recientes proponen que algunas personas pueden presentar esta condición de forma asintomática durante toda su vida y mueren sin ser diagnosticados.
El enfoque terapéutico debe ser diferencial y un endocrinólogo deberá evaluar muchos factores analizando el riesgo de cualquier acción emprendida, teniendo siempre como criterio principal la expectativa y calidad de vida del paciente. En muy pocos casos puede ser necesario una cirugía para retirar los órganos internos femeninos atrofiados, en otros puede ser recomendable una terapia de sustitución hormonal, ya sea para disminuir el nivel de testosterona y aumentar el de estrógenos o viceversa, es decir disminuir el de estrógenos para aumentar el de testosterona.
En el caso de los pacientes en los que aparece de forma tardía la sensibilidad estrogénica, el tratamiento de sustitución hormonal con testosterona no está indicado ni se recomienda, pues podría desencadenar otro tipo de enfermedades crónicas, incluyendo algunos tipos de linfomas tumorales, especialmente de tipo prostático.
En la misma proporción en que la insensibilidad estrogénica disminuye en la edad adulta, el proceso de desmasculinización (y eventualmente feminización) en muchos casos se hace visible y notorio, toda vez que el refuerzo testosterónico representa en estos casos muchos más riesgos que beneficios.(Hamerton,2013)

## Referente Diagnóstico Diferencial
A continuación se presenta una tabla de referencia para facilitar el proceso diagnóstico
| Condición                                                 | Cariotipo Cromosómico | Clasificación Biológica | Genitales Externos   | Genitales Internos               | Identidad de Género                               | Identidad Sexual                 | Resultados de escaneo cerebral                   | Funcionalidad Genital                                  | Capacidad Reproductiva                              | ¿Evidencia malestar con genitales externos? | ¿Evidencia Depresión o Ansiedad?                        |
| --------------------------------------------------------- | --------------------- | ----------------------- | -------------------- | -------------------------------- | ------------------------------------------------- | -------------------------------- | ------------------------------------------------ | ------------------------------------------------------ | --------------------------------------------------- | ------------------------------------------- | ------------------------------------------------------- |
| Hombre Promedio                                           | XY                    | Hombre                  | Masculinos           | Masculinos                       | Masculina                                         | No se relaciona con la condición | Factor de referencia masculino                   | Funcional, a menos que presente otro tipo de Patología | Normal, a menos que presente otro tipo de Patología | NO                                          | Aunque puede padecerla, no es vinculante                |
| Mujer Promedio                                            | XX                    | Mujer                   | Femeninos            | Femeninos                        | Femenina                                          | No se relaciona con la condición | Factor de referencia Femenino                    | Funcional, a menos que presente otro tipo de Patología | Normal, a menos que presente otro tipo de Patología | NO                                          | Aunque puede padecerla, no es vinculante a la condición |
| Paciente con Síndrome Klinefelter                         | XXY                   | Hombre                  | Masculinos alterados | Masculinos alterados             | Masculina en la mayoría de los casos documentados | No se relaciona con la condición | No existen suficientes estudios al respecto      | Disfuncional                                           | Infértil                                            | En algunos casos                            | En algunos casos                                        |
| Paciente con Síndrome de Turner                           | X                     | Mujer                   | Femeninos Alterados  | Femeninos Alterados              | Femenina en la mayoría de los casos documentados  | No se relaciona con la condición | No existen suficientes estudios al respecto      | Disfuncional                                           | Infértil                                            | En algunos casos                            | En algunos casos                                        |
| Paciente con Síndrome de Morris                           | XY                    | Hombre                  | Masculinos           | Femeninos y Masculinos Alterados | Femenina en la mayoría de los casos documentados  | No se relaciona con la condición | Generalmente Femenino                            | Funcional, a menos que presente otro tipo de Patología | Infértil                                            | En muy pocos casos                          | Aunque puede padecerla, no es vinculante a la condición |
| Paciente con Hiperplasia suprarrenal congénita            | XX                    | Mujer                   | Masculinos           | Masculinos y Femeninos Alterados | Femenina o Masculina                              | No se relaciona con la condición | No existen suficientes estudios                  | Disfuncional                                           | Infértil                                            | En muy pocos casos                          | Muy frecuente en los casos documentados                 |
| Paciente con Seudohermafroditismo femenino masculinizante | XX                    | Mujer                   | Masculinos           | Masculinos y Femeninos Alterados | Femenina o Masculina                              | No se relaciona con la condición | Femenino en la mayoría de los casos documentados | Funcional, a menos que presente otro tipo de Patología | Infértil                                            | En algunos casos                            | Muy frecuente en los casos documentados                 |
| Paciente Transgénero Femenino                             | XY                    | Hombre                  | Masculinos           | Masculinos                       | Femenina                                          | No se relaciona con la condición | Femenina                                         | Funcional, a menos que presente otro tipo de Patología | Normal, a menos que presente otro tipo de Patología | NO                                          | Muy frecuente en los casos documentados                 |
| Paciente Transgénero Masculino                            | XX                    | Mujer                   | Femeninos            | Femeninos                        | Masculina                                         | No se relaciona con la condición | Masculino                                        | Funcional, a menos que presente otro tipo de Patología | Normal, a menos que presente otro tipo de Patología | NO                                          | Muy frecuente en los casos documentados                 |
| Paciente Transexual Femenino                              | XY                    | Hombre                  | Masculinos           | Masculinos                       | Femenina                                          | No se relaciona con la condición | Femenina                                         | Funcional, a menos que presente otro tipo de Patología | Normal, a menos que presente otro tipo de Patología | SI                                          | Muy frecuente en los casos documentados                 |
| Paciente Transexual Masculino                             | XX                    | Mujer                   | Femeninos            | Femeninos                        | Masculina                                         | No se relaciona con la condición | Masculino                                        | Funcional, a menos que presente otro tipo de Patología | Normal, a menos que presente otro tipo de Patología | SI                                          | Muy frecuente en los casos documentados                 |

- Tabla basada en evidencia clínica documentada

## Clasificación médica
Esta condición se ha clasificado por ahora como un tipo de Seudohermafroditismo femenino (pacientes con cariotipo XX, con o sin genitales internos femeninos y genitales externos masculinizados).     [7] [8]
Actualmente se discute al interior de la comunidad médica si esta condición debe llevar o no el nombre de "hermafroditismo", pues en muchos de los pocos casos documentados, se ha identificado que los pacientes presentan tanto tejido testicular como ovárico, por lo cual la denominación de seudohermafroditismo se quedaría corta, sin embargo ninguno de los casos estudiados evidencia genitales externos ambiguos, pues es constante la presencia de pene y testículos de apariencia normal.     [7] [8]

## Intersexualidad en la cultura

Bandera del Orgullo Intersex

El extraño del ayer es una novela negra de Cristina Higueras  editada por La Esfera de los Libros en 2015,  en la que el tema subyacente es el de la intersexualidad. 
La novela Middlesex, ganadora de un Premio Pulitzer, del autor estadounidense Jeffrey Eugenides examina la historia y los dilemas de Calliope Stephanides, el protagonista de la novela, que es intersexual.
En la serie juvenil de MTV Faking It, la actriz Bailey De Young interpreta a Lauren Cooper, una adolescente que ha manifestado ser intersexual.
La película argentina, rodada en Uruguay, XXY, y escrita y dirigida por Lucía Puenzo, aunque no intenta presentar un caso clínico, tiene como protagonista a Alex, una adolescente a la que se le diagnosticó al nacer una hiperplasia suprarrenal. 
El manga IS trata los problemas que esas personas afrontan a lo largo de sus vidas, cómo ganar aceptación por lo que son.